# Campeonato da Europa de Atletismo de 2012 - Revezamento 4x400 m masculino
A prova dos 4 x 400 metros estafetas masculino do Campeonato da Europa de Atletismo de 2012 foi disputada entre os dias 30 de junho e 1 de julho de 2012 no Estádio Olímpico de Helsinque em Helsinque,  na Finlândia. 

## Recordes
Antes desta competição, os recordes mundiais e do campeonato nesta prova eram os seguintes:
|                       | Nome                                                          | Nacionalidade  | Tempo   | Local     | Data                  |
| --------------------- | ------------------------------------------------------------- | -------------- | ------- | --------- | --------------------- |
| Recorde mundial       | (Andrew Valmon, Quincy Watts Butch Reynolds, Michael Johnson) | Estados Unidos | 2m54s29 | Estugarda | 22 de agosto de 1993  |
| Recorde do campeonato | (Paul Sanders, Kriss Akabusi John Regis, Roger Black)         | Estados Unidos | 2m58s22 | Split     | 1 de setembro de 1990 |
| Recorde europeu       | (Iwan Thomas, Jamie Baulch Mark Richardson, Roger Black)      | Reino Unido    | 2m56s60 | Atlanta   | 3 de agosto de 1996   |

## Medalhistas
| Ouro                                                                        | Prata                                                                      | Bronze                                                                |
| Bélgica · Antoine Gillet · Jonathan Borlée · Jente Bouckaert · Kevin Borlée | Reino Unido · Nigel Levine · Conrad Williams · Robert Tobin · Richard Buck | Alemanha · Jonas Plass · Kamghe Gaba · Eric Krüger · Thomas Schneider |

## Cronograma
Todos os horários são locais (UTC+3).
| Data        | Hora  | Evento  |
| ----------- | ----- | ------- |
| 30 de junho | 20:25 | Bateria |
| 1 de julho  | 19:45 | Final   |

## Resultados

### Bateria
Qualificação: 3 atletas de cada bateria (Q) mais os 2 melhores qualificados (q). 
| Posição | Bateria | Raia | Nacionalidade | Atletas                                                              | Tempo   | Notas |
| ------- | ------- | ---- | ------------- | -------------------------------------------------------------------- | ------- | ----- |
| 1       | 2       | 6    | Bélgica       | Nils Duerinck Antoine Gillet Jente Bouckaert Kevin Borlée            | 3:05.29 | Q     |
| 2       | 2       | 8    | Chéquia       | Daniel Němeček Pavel Maslák Josef Prorok Jakub Holuša                | 3:05.41 | Q     |
| 3       | 1       | 2    | Grã-Bretanha  | Luke Lennon-Ford Michael Bingham Conrad Williams Nigel Levine        | 3:05.50 | Q     |
| 4       | 1       | 5    | Polónia       | Kamil Budziejewski Jan Ciepiela Michał Pietrzak Piotr Wiaderek       | 3:05.69 | Q     |
| 5       | 1       | 3    | Alemanha      | Jonas Plass Kamghe Gaba Niklas Zender Thomas Schneider               | 3:05.71 | Q     |
| 6       | 2       | 7    | Ucrânia       | Myhaylo Knysh Oleksiy Ryemyen Yevhen Hutsol Volodymyr Burakov        | 3:06.12 | Q     |
| 7       | 2       | 4    | Países Baixos | Joeri Moerman Bram Peters Dennis Spillekom Youssef El Rhalfioui      | 3:06.15 | q     |
| 8       | 1       | 6    | França        | Teddy Venel Naman Keïta Marc Macedot Mame-Ibra Anne                  | 3:06.44 | q     |
| 9       | 1       | 4    | Itália        | Lorenzo Valentini Isalbet Juarez Andrea Barberi Claudio Licciardello | 3:08.78 |       |
| 10      | 2       | 3    | Espanha       | Roberto Briones Mark Ujakpor David Testa Samuel García               | 3:09.11 |       |
| 11      | 1       | 8    | Rússia        | Yegor Kibakin Aleksey Kenig Maksim Aleksandrenko Nikita Uglov        | 3:09.94 |       |
| 12      | 2       | 2    | Finlândia     | Petteri Monni Ville Wendelin Oskari Mörö Jani Koskela                | 3:10.26 |       |
| 13      | 1       | 7    | Turquia       | Mehmet Güzel Halit Kiliç Bugra Han Kocabeyoglu Yavuz Can             | 3:11.44 |       |
| 14      | 2       | 5    | Hungria       | Tibor Kása Zoltán Kovács Dávid Bartha Máté Lukács                    | 3:11.79 |       |
| 15      | 1       | 1    | Irlanda       | Brian Murphy David Gillick Tim Crowe Jason Harvey                    | DSQ     |       |

### Final
| Posição           | Raia | Nacionalidade | Atletas                                                            | Tempo   | Notas            |
| ----------------- | ---- | ------------- | ------------------------------------------------------------------ | ------- | ---------------- |
| Medalha de ouro   | 6    | Bélgica       | Antoine Gillet Jonathan Borlée Jente Bouckaert Kevin Borlée        | 3:01.09 |                  |
| Medalha de prata  | 5    | Grã-Bretanha  | Nigel Levine Conrad Williams Robert Tobin Richard Buck             | 3:01.56 |                  |
| Medalha de bronze | 7    | Alemanha      | Jonas Plass Kamghe Gaba Eric Krüger Thomas Schneider               | 3:01.77 |                  |
| 4                 | 4    | Polónia       | Piotr Wiaderek Jan Ciepiela Marcin Marciniszyn Kacper Kozłowski    | 3:02.37 |                  |
| 5                 | 3    | Chéquia       | Daniel Němeček Pavel Maslák Josef Prorok Jakub Holuša              | 3:02.72 | Recorde nacional |
| 6                 | 1    | França        | Teddy Venel Toumane Coulibaly Marc Macedot Yannick Fonsat          | 3:03.04 |                  |
| 7                 | 8    | Ucrânia       | Oleksiy Ryemyen Stanislav Melnykov Yevhen Hutsol Volodymyr Burakov | 3:04.56 |                  |
| 8                 | 2    | Países Baixos | Joeri Moerman Bram Peters Dennis Spillekom Youssef El Rhalfioui    | 3:05.68 |                  |

Legenda
| Recorde mundial       | Recorde mundial (World record)               |                       | Recorde africano                      | Recorde africano (African) |                                           | Q | Classificado por posição (Qualified) |
| Recorde do campeonato | Recorde do campeonato (Championship record)  | Recorde da América    | Recorde da América (Americas)         | q                          | Classificado por melhor tempo (Qualified) |   |                                      |
| Melhor marca do ano   | Melhor marca do ano (World leading)          | Recorde asiático      | Recorde asiático (Asian)              | DNS                        | Não largou (Did not start)                |   |                                      |
| Recorde nacional      | Recorde nacional (National record)           | Recorde europeu       | Recorde europeu (European)            | DNF                        | Não terminou (Did not finish)             |   |                                      |
| Recorde pessoal       | Recorde pessoal do atleta (Personal best)    | Recorde da Oceania    | Recorde da Oceania (Oceania)          | DSQ / DQ                   | Desclassificado (Disqualified)            |   |                                      |
| Recorde da temporada  | Recorde da temporada do atleta (Season best) | Recorde sul-americano | Recorde sul-americano (South America) | NM                         | Sem marca (No mark)                       |   |                                      |